# 長野正義
長野 正義（ながの まさよし、1900年〈明治33年〉11月3日 - 2000年〈平成12年〉11月10日）は、日本の政治家。1957年から1973年まで4期16年の間、横須賀市長を務めた。

## 経歴
横浜市戸塚区舞岡町生まれ。1924年（大正13年）に広島高等師範学校（現・広島大学教育学部）文科第1部を卒業した。1947年（昭和22年）、横須賀市立不入斗中学校校長となった。その後、横須賀市教育長になった。

### 1957年横須賀市長選挙
1957年（昭和32年）に横須賀市長選に社会党の推薦と一部の自民党員の支持を受け立候補、当時の現職市長で自民党公認の梅津芳三を破って当選した。
※当日有権者数：-人 最終投票率：-%（前回比：-pts）
| 候補者名   | 年齢 | 所属党派   | 新旧別 | 得票数   | 得票率 | 推薦・支持 |
| ---------- | ---- | ---------- | ------ | -------- | ------ | ---------- |
| 長野正義   | 56   | 無所属     | 新     | 44,409票 | 50.7%  | 社会推薦   |
| 梅津芳三   | 65   | 自由民主党 | 現     | 33,185票 | 37.9%  | -          |
| 大久保英俊 | -    | 無所属     | -      | 9,738票  | 11.1%  | -          |
| 肥後亨     | -    | 諸派       | -      | 227票    | 0.3%   | -          |

同年7月10日に就任した。
教育や文化に力を入れる市政を掲げるも、米軍基地を抱える横須賀市における革新系市長として米軍占領地返還交渉などさまざまな苦労に終始した。それを象徴する出来事が、米軍占領水域返還を条件とした空母ミッドウェイの母港化を認めるという苦渋の選択であった。1972年11月22日外務省や関係官庁に「現状から見てやむを得ない」と了解する旨、文書で通知し、その中で「空母ミッドウェーの乗組員·家族が横須賀に移住することで横須賀市民が風紀や保安、物価などに不安を抱かないようにして欲しい。また原子力推進空母エンタープライズの寄港は今後絶対にないよう」要望した。また、横須賀基地艦船修理部(SRF)の一部ドックを自衛隊が使用することは、「中間的措置としてやむを得ない」とし「具体的な仕様形態について早急に調整するように」と望み、追浜の制限水域解除を要望した。また、同日17時からの記者会見で「自分としては初心を貫き得たと思う。この機会をのがせば追浜地区を埋立て、そこを工業団地に転換するという市の計画に重大な危機を迎えるところだった」と語った。。なお、当時の政府は「空母エンタープライズの寄港は、おおむね3年で米兵家族の居住計画によるもの(1973年12月19日　参議院決算委員会。大河原良雄外務省アメリカ局長答弁)」「新たな施設や区域の提供を要するものではない(1972年11月15日 付けの長野市長に対する外務省文書)」との対応をしていた1973年（昭和48年）7月9日に市長を退任した。後任の市長選では、助役であった横山和夫と木村敬がそれぞれ保守系(民社党推薦、自由民主党支持)、革新系(日本社会党·日本共産党推薦、公明党支持)候補として、共に「長野後継」を掲げ、横山和夫が当選した。

## エピソード
旧制中学（神奈川県立横浜第一中学校）教員時代に足に障碍のある生徒が受験を希望してきた。周囲は前例がないと反対したが、長野が自分が担任となり責任を持つと発言したことで受験が可能となったという。その生徒は、後に横浜市長・社会党委員長となる飛鳥田一雄であった。財界人中村房次郎の顧問弁護士だった飛鳥田の父　飛鳥田喜一はいたく感激し、長野に長男一雄の仲人(新婦は横浜一中で一雄の同級生だった寺田透の妹)を依頼した。喜一の社会的立場から政財界に広い交友がある中、一雄の仲人を頼まれた長野は非常に緊張したという。さらに後の横須賀市長転身の契機が、当時社会党衆議院議員であった飛鳥田一雄の薦めであり、彼も師の選挙を手伝ったという。また、長野を事実上側面支援した小泉純也は、義父の小泉又次郎と共に立憲民政党に所属していたことがあり、飛鳥田喜一も顧問弁護士をしていた中村房次郎の薦めで立憲民政党系の横浜市議に立候補し当選している。
横浜市中区の米軍本牧住宅返還について、横浜市長になった飛鳥田一雄が、住宅の移転先が決まらないことにより返還が延びに延びたことで、内々で長野市長に移させて欲しいと頼んだが了承しなかった。後日、横須賀基地内に埋立地を造って移すことになった。